# Tyran siffleur
Sirystes sibilator
Espèce
Statut de conservation UICN

 LC  : Préoccupation mineure
Le Tyran siffleur (Sirystes sibilator) est une espèce de passereaux de la famille des Tyrannidae,.

## Systématique et distribution
Cet oiseau est représenté par deux sous-espèces selon la classification de référence du Congrès ornithologique international (version 9.1, 2019) :
- Sirystes sibilator sibilator (Vieillot, 1818) : est et sud du Brésil, est du Paraguay et nord-est de l'Argentine ;
- Sirystes sibilator atimastus Oberholser, 1902 : sud-ouest du Brésil (Mato Grosso)[1],[2],[4].